# Disuguaglianza di Newton
In matematica, la disuguaglianza di Newton è una disuguaglianza che porta il nome di Isaac Newton.
Sia {\displaystyle a_{1},\ldots ,a_{n}} una n-upla di numeri reali. Indichiamo con {\displaystyle c_{k}} la somma di tutti i possibili prodotti di k fattori scelti in n.
Grazie alle relazioni tra radici e coefficienti di un polinomio sì che {\displaystyle c_{k}} è il coefficiente di {\displaystyle x^{n-k}} nel polinomio {\displaystyle (x+a_{1})\cdot \ldots \cdot (x+a_{n})}.
Indichiamo con {\displaystyle d_{k}} la media aritmetica degli addendi che compongono {\displaystyle c_{k}}. Cioè
{\displaystyle d_{k}={\frac {c_{k}}{n \choose k}}}
La disuguaglianza di Newton dice che, per ogni {\displaystyle k=1,\ldots ,n-1}
{\displaystyle d_{k}^{2}\geq d_{k-1}\cdot d_{k+1}}
dove, per convenzione, {\displaystyle d_{0}=1}.